# TVN Meteo
TVN Meteo è stato una rete televisiva generalista polacca gestita e di proprietà di Grupa ITI che trasmetteva in lingua polacca.